# قصبة فرخانة
قصبة فرخانة تعرف كذلك باسم قصبة جنادة، هي حصن إسلامي يقع في بلدة فرخانة في إقليم الناظور في المغرب، وتقع على الضفة اليمنى لوادي فرانة، على بعد أربعة كيلومترات من الشاطئ وبعض مئات من الأمتار من مليلية في إقليم الناظور. لا تحتل القصبة أعلى نقطة بقرية فرخانة وإنما تتوسط التل. يظن البعض أن تاريخ بنائها يعود إلى سنة 1090 هـ/ 1679 م في عهد المولى إسماعيل. ورد ذكرها عند دوفرييه Duveyrier ومولييراس Moulierras وميشو بيلير Michaux-Bellaire والأرجح أنها بنيت في عهد السلطان محمد الرابع خلال القرن التاسع عشر لضبط الحدود مع مليلية المحتلة.
- تأسيس القصبة

أمام قلة المصادر والمراجع التي تناولت تاريخ هذه المعلمة وكذلك ضياع الكثير من الوثائق القديمة التي تؤرخ للأحداث والتفاصيل المتعلقة بقصبة فرخانة، يظل التاريخ الحقيقي لتأسيسها، إلى وقت طويل، محط خلاف بين من يعتبرها من القصبات الإسماعيلية وبين من يربط تأسيسها بعهد محمد الرابع ومن يؤخرها إلى عهد الحسن الأول.
الباحث محمد بن عزوز قال، في موسوعة معلمة المغرب المجلد الأول سنة 1989، إن “أجنادة قصبة تقع بقرية فرخانة من قبيلة مزوجة المجاورة لمدينة مليلية، وتُعرف أيضا بقصبة فرخانة، وهي من القصبات التي بناها السلطان مولاي إسماعيل على الحدود المجاورة للقطر الجزائري سنة 1696، وحيث إن مليلية كانت تحتلها إسبانيا فقد أراد أن يقيم بقصبة أجنادة حامية تتولى أمر محاصرة المدينة المذكورة”.
ومن جهة أخرى، أرجع الباحث حسن الفكيكي تأسيس القصبة إلى زمن متأخر، إذ قال في المجلد التاسع من موسوعة معلمة المغرب إن “القصبة تأسست بمساعدة سكان أخماس قبيلة قلعية عن طريق توزيع المساهمة والنوبة بين أخماسها، تحت إشراف قائد القبيلة المعروف وهو المختار ألغم على عهد السلطان محمد بن عبد الرحمان وبأمر منه”.
وفي أشغال ندوة نُظمت سنة 2015 بفرخانة حول موضوع القصبة، حصل الإجماع بين الباحثين في تاريخ الريف، بعد دراسات وأبحاث واستقراء الوثائق التاريخية، على أن قصبة فرخانة تأسست سنة 1892 في عهد الحسن الأول.

من جهته، أدلى الإسباني أنطونيو برابينيتو مؤرخ مدينة مليلية، باعتباره أبرز الباحثين المشاركين في الندوة سالفة الذكر، بما يؤكد هذا المعطى التاريخي، حسب ما أفاد به الباحث في تاريخ الريف اليزيد الدريوش.